# Loonalaid
Loonalaid (Duits: Lettenholm) is een onbewoond eiland binnen de territoriale wateren van Estland. Het ligt ten westen van het veel grotere eiland Saaremaa. Bestuurlijk valt het onder de plaats Atla in de gemeente Saaremaa.

## Geografie

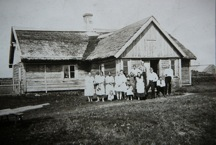
De boerderij van de familie All op Loonalaid, ergens tussen 1920 en 1940

Het eiland heeft een oppervlakte van 1,08 km². De bodem bestaat uit kalksteen. Het eiland is begroeid met grasland en jeneverbesstruiken. Op het eiland leven veel vogels, waaronder eidereenden. Loonalaid valt onder het Nationaal park Vilsandi.

## Geschiedenis
Vanaf het begin van de 19e eeuw tot in 1959 was Loonalaid bewoond. Er lag één boerderij, van de familie All, die het eiland gebruikte als hooiland.
Een bekend lid van de familie was Peeter All (1829–1898), die een reddingsbrigade en een bergingsbedrijf opzette. Hij was de eerste Est die een duikuitrusting had.